# Лепьошкино (Мішкинський район)
Лепьо́шкино (рос. Лепёшкино, башк. Лепешкин) — присілок у складі Мішкинського району Башкортостану, Росія. Входить до складу Баймурзинської сільської ради.
Населення — 299 осіб (2010; 297 у 2002).
Національний склад:
- марійці — 100 %